# Peter L. Bernstein
Peter Lewyn Bernstein (22. ledna 1919 – 5. června 2009) byl americký finanční historik, ekonom a pedagog a popularizátor investičních strategií mezi širokou veřejností. Zdokonalil teorii efektivního trhu.

## Život a kariéra
Bernstein vystudoval ekonomii na Harvardově univerzitě a po studiích nastoupil do newyorské Federální rezervní banky. Během druhé světové války sloužil v letectvu, kde dosáhl hodnosti kapitána. Mnoho let vyučoval ekonomii jako profesor na New School for Social Research v New Yorku, působil také ve sféře komerčního bankovnictví. Osobně spravoval a zhodnocoval miliardy dolarů v osobních i institucionálních portfoliích.
V roce 1973 založil vlastní společnost Peter L. Bernstein, Inc. Společnost se zaměřovala na poradenskou činnost pro institucionální investory a firmy z celého světa. Vydával také časopis Economics & Portfolio Strategy. Dlouhá léta působil jako člen a kurátor finančního výboru College Retirement Equities Fund (CREF, Vysoká škola důchodového akciového fondu) a jako správce v Investment Management Workshop.
Napsal několik knih z oblasti ekonomie a financí, například The Power of Gold: The History of Obsession (v českém vydání Dějiny zlata), Capital Ideas: The Improbable Origins of Modern Wall Street, Streetwise: The Best of The Journal of Portfolio Management nebo Against The Gods: The Remarkable Story of Risk. Posledně jmenovaný titul v roce 1998 získal od American Risk and Insurance Association (ARIA) zvláštní ocenění.
Vedle knih je Bernstein autorem mnoha článků v odborných publikacích. Byl prvním editorem časopisu The Journal of Portfolio Management určeného pro investiční manažery a odborníky z oblasti financí a investic. Sám přispíval do časopisů The Harvard Business Review, The Wall Street Journal, The Financial Analysts Journal nebo do listu The New York Times. Obdržel ocenění The Graham & Dodd Award, které Association for Investment Management & Research (AIMR) uděluje každoročně autorovi nejlepšího článku otištěného v The Financial Analysts Journal. Tatáž asociace mu také udělila prestižní ocenění The Award for Professional Excellence.